# Humam Tariq
Humam Tariq Faraj Naoush (en árabe: همام طارق فرج نعوش‎), (Bagdad, Provincia de Bagdad, Irak, 10 de febrero de 1996) es un futbolista iraquí, se desempeña en la posición de extremo izquierdo y también de mediocentro ofensivo y su equipo actual es el Al Quwa Al Jawiya de la Liga Premier de Irak.
En el año 2012 es escogido como el futbolista iraquí del año.
Debuta en la selección nacional de fútbol de Irak el día 30 de diciembre de 2012, en el partido amistoso internacional disputado en contra la Selección nacional de Túnez, ingresando en el minuto 58, el resultado del partido terminó en 2 a 1 a favor del seleccionado de Túnez. En ese día se convirtió en el jugador más joven en debutar con la selección de Irak en su historia.
Participa en el Campeonato sub-19 de la AFC 2012, perdiendo la final ante la Selección sub-19 de Corea del Sur, en definiciones de penales, luego de terminar en empate el encuentro a 1 gol, obteniendo el subcampeonato. Durante el campeonato juega 6 encuentros, los cuales todos fueron ingresando como titular.
Participa en la Copa Mundial de Fútbol Sub-20 de 2013, logrando obtener el cuarto lugar, disputando este puesto con Selección sub-20 de Ghana, perdiendo este por la diferencia de 3 goles a 0. Durante el torneo participa en 7 ocasiones, todas estas ingresando como titular, logrando una asistencia y siendo sancionado con una tarjeta amarilla.
En el mismo año participa con la selección Iraquí sub-23 en donde obtiene el Campeonato Sub-22 de la AFC en Omán, venciendo a la Selección de Arabia Saudita por un gol.
Participa en la Copa de Naciones del Golfo de 2013, en Baréin, obteniendo el subcampeonato. Participando en 4 ocasiones en este.

## Palmarés

### Galardones individuales
| Distinción                                                                      | Año  |
| ------------------------------------------------------------------------------- | ---- |
| Futbolista Iraquí del año                                                       | 2012 |
| Mejor Futbolista de la zona de calificación asiática de la Copa Mundial Militar | 2013 |